# Liste der Monuments historiques in Remilly-les-Pothées
Die Liste der Monuments historiques in Remilly-les-Pothées führt die Monuments historiques in der französischen Gemeinde Remilly-les-Pothées auf.

## Liste der Immobilien
| Bezeichnung                    | Beschreibung              | Standort                 | Kennzeichnung | Schutzstatus | Datum | Bild           |
| ------------------------------ | ------------------------- | ------------------------ | ------------- | ------------ | ----- | -------------- |
| Kirche St-Martin               | im 16. Jahrhundert erbaut | Place de l’Église (Lage) | PA00078558    | Inscrit      | 1991  | weitere Bilder |
| Château de Remilly-les-Pothées | aus dem 15. Jahrhundert   | 2 rue du Château (Lage)  | PA00078486    | Inscrit      | 1927  | weitere Bilder |

## Liste der Objekte
| Bezeichnung | Beschreibung           | Standort                       | Kennzeichnung | Schutzstatus | Datum | Bild |
| ----------- | ---------------------- | ------------------------------ | ------------- | ------------ | ----- | ---- |
| Taufbecken  | Stein, 12. Jahrhundert | in der Kirche St-Martin (Lage) | PM08000416    | Classé       | 1970  |      |